# Montclar (Pontils)
El Montclar és una muntanya de 948 metres que es troba al municipi de Pontils, a la comarca de la Conca de Barberà. A prop seu hi ha una ermita dedicada a Sant Miquel i unes restes d'un castell. Forma un abrupte massís que destaca respecte les altres muntanyes de la zona per la seva altitud i el color clar de les seves roques. La vegetació de la muntanya és més aviat arbustiva i baixa.
Al cim s'hi pot trobar un vèrtex geodèsic (referència 269122001).
Aquest cim està inclòs al llistat dels 100 cims de la FEEC amb el nom de Sant Miquel de Montclar. 